# Los condenados
Pour plus de détails, voir Fiche technique et Distribution.
Los condenados est un film espagnol réalisé par Isaki Lacuesta, sorti en 2009.

## Fiche technique
- Titre : Los condenados
- Réalisation : Isaki Lacuesta
- Scénario : Isaki Lacuesta et Isa Campo
- Photographie : Diego Dussuel
- Musique : Gerard Gil
- Pays d'origine : Espagne
- Format : Couleurs
- Genre : drame et thriller
- Date de sortie : 2009

## Distribution
- Arturo Goetz : Raúl
- Bárbara Lennie : Silvia
- Daniel Fanego (es) : Martín
- Nazareno Casero (en) : Pablo
- Leonor Manso (en) : Andrea
- María Fiorentino (es) : Vicky